# Anne de Perusse d'Escars de Giury
Anne de Perusse d'Escars de Giury, O.S.B., francoski rimskokatoliški duhovnik, škof in kardinal, * 29. marec 1546, Pariz, † 19. april 1612, Vic-sur-Seille.

## Življenjepis
1. oktobra 1584 je bil imenovan za škofa Lisieuxa; 1. maja istega leta je prejel škofovsko posvečenje. Leta 1598 je odstopil s tega položaja.
5. junija 1596 je bil povzdignjen v kardinala in imenovan za kardinal-duhovnika S. Susanna.
3. marca 1603 je bil imenovan za soupraviteljskega škofa Langresa.
23. maja 1608 je bil imenovan za škofa Metza in 10. septembra je bil potrjen.